# Cerkiew św. Michała Archanioła w Łosiem
Cerkiew św. Michała Archanioła w Łosiem – dawna łemkowska cerkiew greckokatolicka zbudowana w 1826. 
Obecnie użytkowana jako kościół filialny  rzymskokatolickiej parafii Matki Bożej Anielskiej w Nowej Wsi w dekanacie Krynica-Zdrój.
Cerkiew wpisano na listę zabytków w 1964, nie włączono do szlaku architektury drewnianej województwa małopolskiego. Reprezentuje typ zachodniołemkowskiego budownictwa cerkiewnego. 

## Historia
Cerkiew powstała w 1826. Po wysiedleniu ludności łemkowskiej  przejęta w użytkowanie przez kościół rzymskokatolicki. 

## Architektura i wyposażenie
Jest to budowla drewniana, trójdzielna, orientowana. Ściany kwadratowego prezbiterium, szerszej nawy i babińca konstrukcji zrębowej obite na zewnątrz gontem. Izbicowa wieża słupowo-ramowa nadbudowana nad babińcem ma pochyłe ściany. Dachy namiotowe łamane zwieńczone baniastymi hełmami z pozornymi latarniami są pokryte blachą.

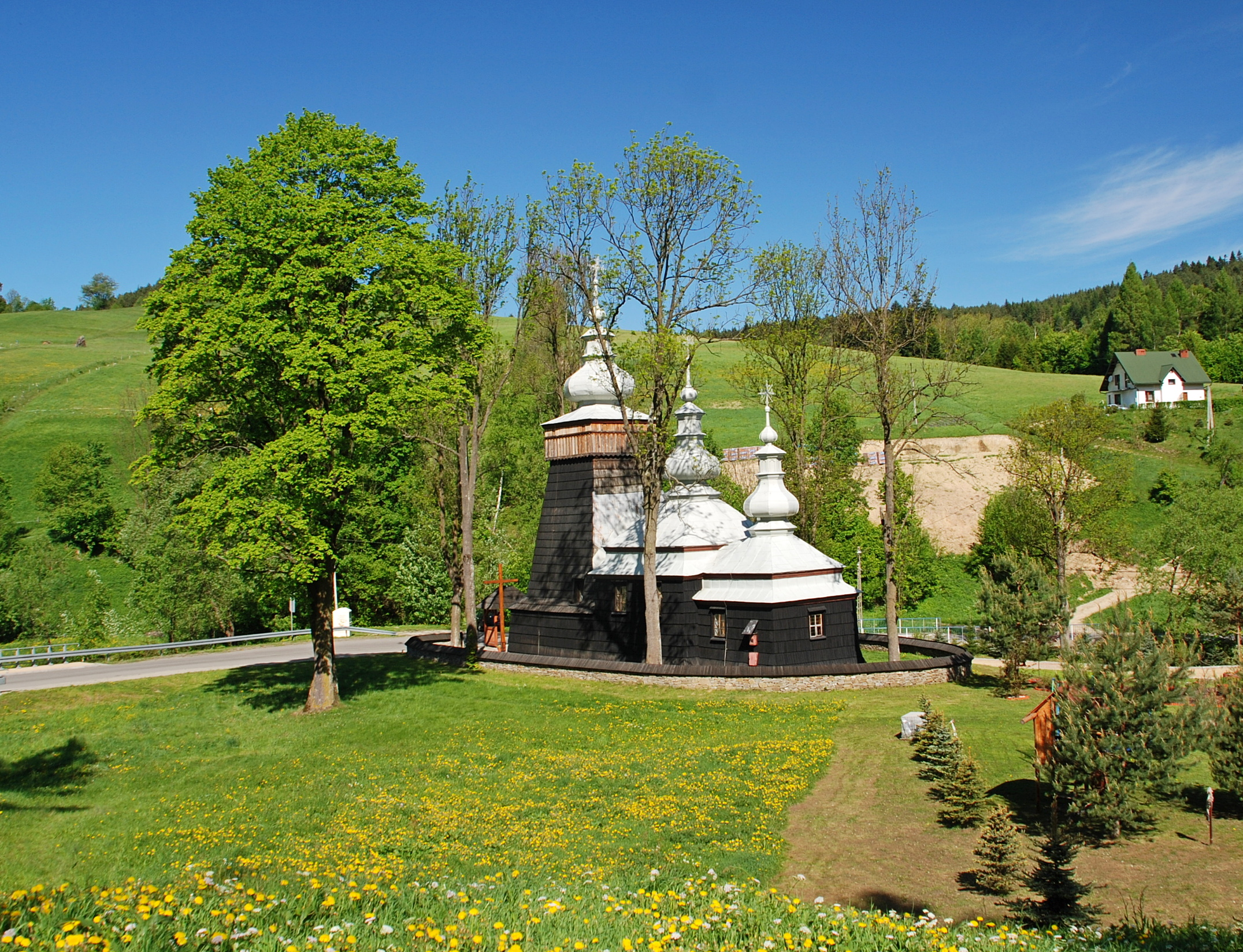
Widok ogólny
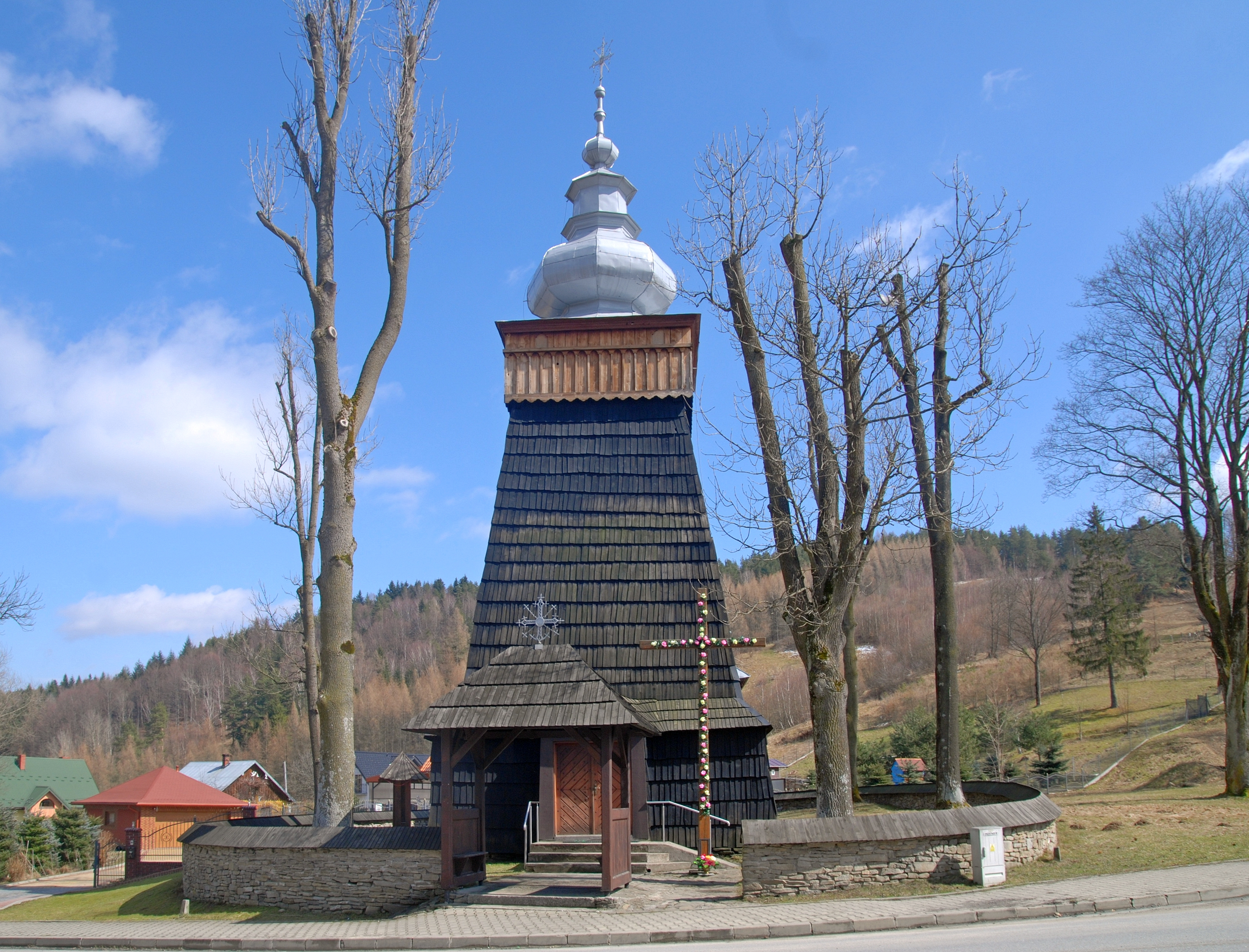
Elewacja frontowa
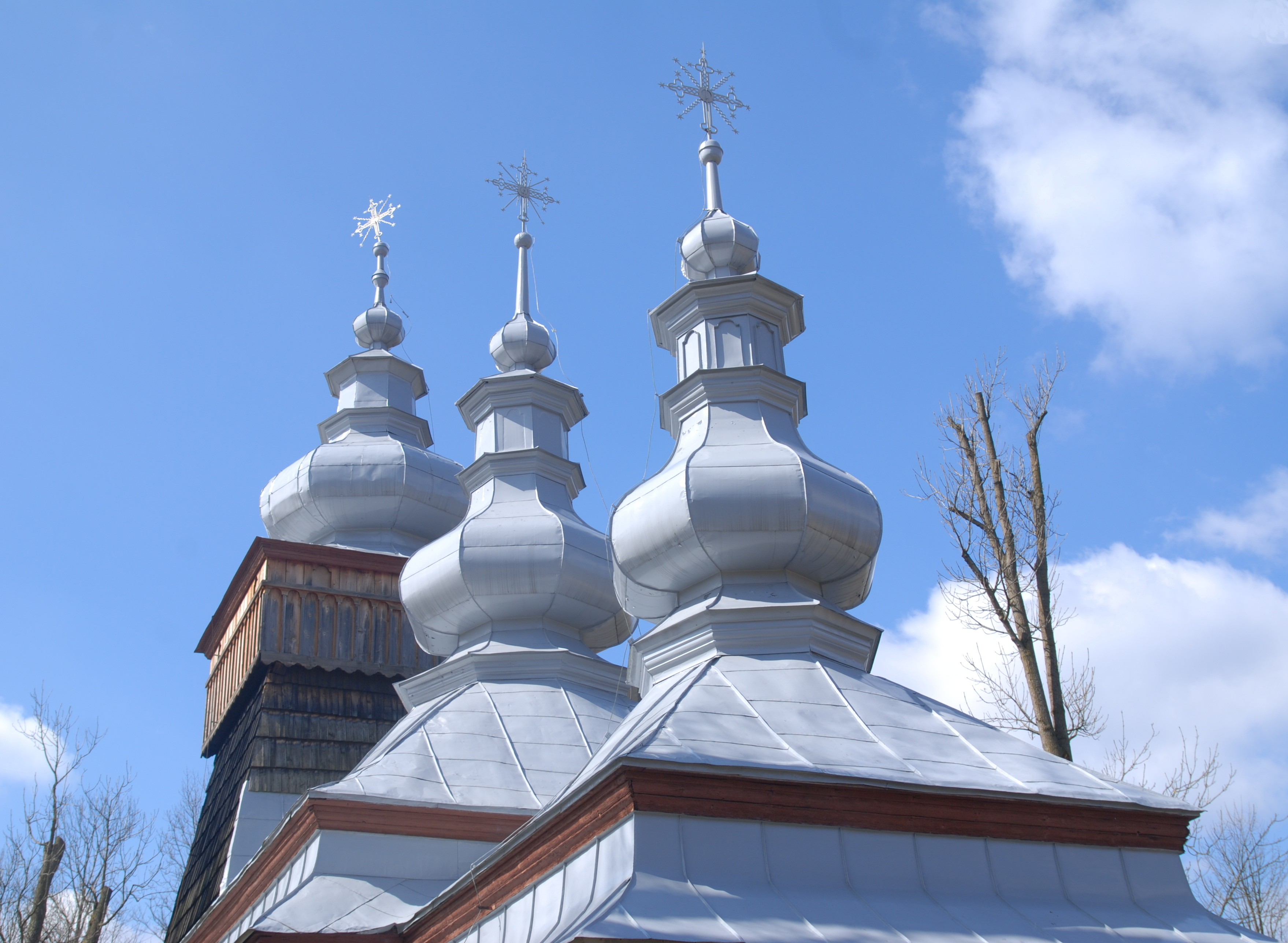
Wieże

Polichromia ornamentalno-figuralna, która zdobi wnętrze świątyni została wykonana na początku XX wieku. Natomiast prawie kompletny ikonostas o motywach rokokowo-klasycystycznych pochodzi z przełomu XVIII i XIX wieku. Brakuje jednej ikony z rzędu Deesis. Z wyposażenia zachowały się późnobarokowe dwa ołtarze w nawie, ołtarz główny w prezbiterium, procesyjny krzyż i chorągiew
oraz ikona św. Mikołaja w zakrystii.

## Wokół cerkwi
Teren przycerkiewny jest ogrodzony niskim kamiennym murkiem.